# Mortadela de Campotosto

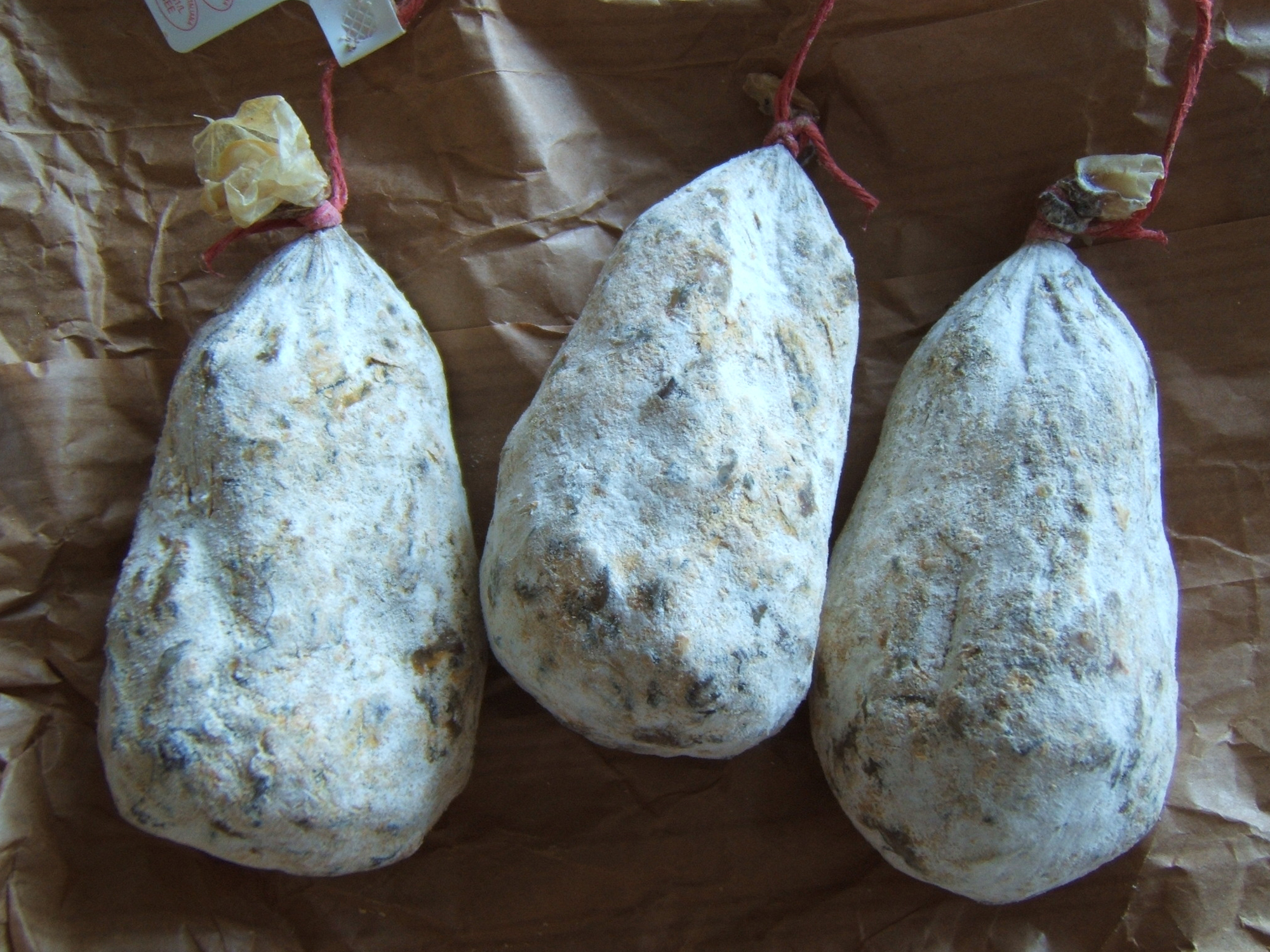
Tres pequeñas coglioni di mulo.

La mortadella di Campotosto (también llamada jocosamente coglioni di mulo, ‘bolas de mulo’) es un salume (fiambre italiano) tradicionalmente producido en cantidades limitadas en el territorio de la comuna de Campotosto (L'Aquila, Italia) y regiones limítrofes.

## Historia
Durante un tiempo la ciudad de Amatrice se apropió la paternidad del salume, siguiendo a esto el dominio que en la Edad Media tuvo la zona de Campotosto y regiones vecinas. La tradición de la mortadella di Campotosto es muy antigua, se cree que más de 500 años, pero actualmente solo unos pocos habitantes de Campotosto continúan la tradición de la mortadela, y solo unos pocos paladares tienen la oportunidad de disfrutarla, debido a la rareza del producto.

## Descripción
La mortadela se elabora exclusivamente con carne de cerdo, que los pastores y varios ganaderos crían en la región del Monti della Laga.
Tiene una forma ovalada y pesa alrededor de 400–500 g. Tiene un grano fino y en el interior, en toda su longitud, lleva una barra de manteca de cerdo que diferencia a este producto de otros salumi. Al cortarlo, la sección tiene un color rosado, mientras que la barra central de manteca es de color blanco.
Se prepara moliendo la carne muy fina, condimentándola con sal, pimienta y vino blanco. Se deja curar durante al menos 24 horas en un recipiente de madera (el scifone) o acero. La mezcla se revuelve varias veces añadiéndole canela y clavo.
El embolsado se hace a mano, cosiendo la cubierta alrededor de la masa. En la parte inferior del salume se adhiere un tralcetto (trozo de vid) que envuelve la cuerda durante la relajación debido a la curación.
El producto puede ser consumido desde al menos tres meses tras la molienda.